# Nikolai Wladimirowitsch Ekk
Nikolai Wladimirowitsch Ekk (russisch Николай Владимирович Экк; * 1. Junijul. / 14. Juni 1902greg. in Riga; † 14. Juli 1976 in Moskau) war ein sowjetischer Regisseur und Drehbuchautor.
Ekk studierte Schauspiel und Regie in Wsewolod Meyerholds Theater. Zwischen 1931 und 1941 führte er bei vier Filmen Regie, darunter beim ersten sowjetischen Tonfilm Der Weg ins Leben. Später war er fürs Fernsehen tätig.
Er war mit der Schauspielerin Walentina Iwaschjowa verheiratet.

## Filmografie (Auswahl)
- 1931: Der Weg ins Leben (Putjowka w schisn)
- 1936: Nachtigall, kleine Nachtigall (Grunja Kornakowa)
- 1939: Сорочинський ярмарок (Sorotschinski jarmarok)